# Cangas (Pantón)
Cangas (llamada oficialmente Santiago de Cangas) es una parroquia y una aldea española del municipio de Pantón, en la provincia de Lugo, Galicia.

## Límites
Limita con las parroquias de San Pedro Félix de Cangas, Serode y Espasantes al norte, Pombeiro al oeste, Frontón y Acedre al sur y Vilaescura y Rosende al este, estas dos últimas pertenecientes al municipio de Sober.

## Organización territorial
La parroquia está formada por doce entidades de población, constando once de ellas en el nomenclátor del Instituto Nacional de Estadística español:

### Entidades de población
Entidades de población que forman parte de la parroquia:
- A Tapada
- Aúde
- Barrio (O Barrio)
- Cangas
- Cima de Vila
- Guiande (Güiande)
- Oseira (A Oseira)
- Pacios
- Panfolía (A Panfolía)
- Pontón (O Pontón)
- Vilar

### Despoblado
Despoblado que forma parte de la parroquia:
- Outeiro

## Demografía

### Parroquia
| Gráfica de evolución demográfica de Cangas (parroquia) entre 2000 y 2020 |
|                                                                          |
| Datos según el nomenclátor publicado por el INE.                         |

### Aldea
| Gráfica de evolución demográfica de Cangas (aldea) entre 2000 y 2020 |
|                                                                      |
| Datos según el nomenclátor publicado por el INE.                     |